# Campylacantha
Campylacantha es un género de saltamontes perteneciente a la subfamilia Melanoplinae de la familia Acrididae, y está asignado a la tribu Dactylotini. Este género se distribuye en Estados Unidos y México.

## Especies

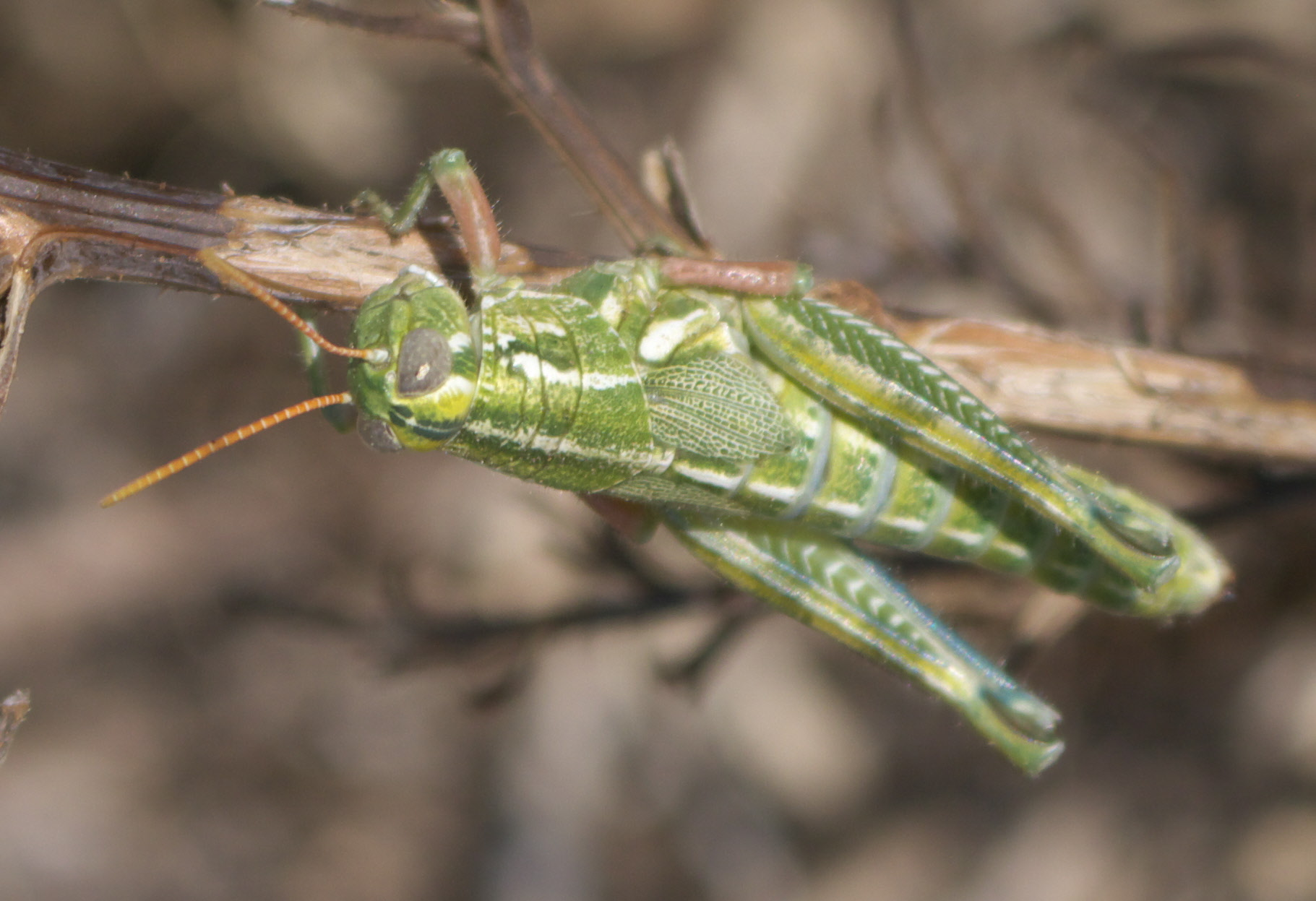
Campylacantha olivacea olivacea

Las siguientes especies pertenecen al género Campylacantha:
- Campylacantha lamprotata Rehn & Hebard, 1909
- Campylacantha olivacea (Scudder, 1875)
- Campylacantha vegana Scudder & Cockerell, 1902